# Kampfgruppe (Wehrmacht)
Een Kampfgruppe was een tijdelijke legereenheid van de Duitse Wehrmacht die zelfstandig kan opereren.  Het was een ad-hocgevechtsgroep waarvan de grootte en samenstelling kon variëren naargelang de taak en omgeving.

## Organisatie
De Kampfgruppe waren samengesteld uit verschillende onderdelen van één of meerdere divisies. Tank-, infanterie- en artillerie-eenheden werden gecombineerd in één gevechtsgroep naargelang de situatie aan het front dat vereiste.  Om de samenwerking tussen de verschillende onderdelen te stimuleren waren de divisies van de Wehrmacht gestructureerd volgens een modulaire opbouw.  De training van de officieren benadrukte samenwerking tussen verschillende onderdelen en dit vormde een belangrijk aspect van de opleiding.  Door deze training en de modulaire opbouw konden eenheden zich op het slagveld snel aanpassen en hergroeperen in nieuwe gevechtsgroepen.  Ze waren niet afhankelijk van de bevelstructuur.  Door hun tijdelijke structuur waren de gevechtseenheden niet afhankelijk van verzorgings- en ondersteuningseenheden, waardoor ze een grote flexibiliteit behielden.   Door deze flexibiliteit desintegreerde de Wehrmacht niet, maar bleef tot bijna op het einde van de Tweede Wereldoorlog een georganiseerde strijdmacht.

## Commandant
Aan het hoofd van een Kampfgruppe werd een tijdelijk bevelhebber benoemd.  Meestal was het de hoogste officier van de onderdelen waaruit de Kampfgruppe was samengesteld.  De Kampfgruppe werd altijd – op één uitzondering na – vernoemd naar zijn commandant. Het gaf duidelijkheid over de bevelstructuur en het gaf de soldaten een onderlinge verbondenheid met de tijdelijke commandant.

## Samenstelling
De grootte van de Kampfgruppe varieerde van enkele compagnieën (200 man) tot een divisie (12 000 man).  Meestal had de groep een sterkte van een regiment (3 000 man).  Over het algemeen werd tijdens een offensieve actie de pantserdivisie opgesteld in drie Kampfgruppe : één rond het tankregiment met enkele infanteriebataljons, één rond het artillerieregiment met enkele infanteriebataljons en één rond het verkenningsbataljon, aangevuld met gemotoriseerde eenheden.
In het tweede deel van de strijd aan het Oostfront werd een Kampfgruppe vaak samengesteld uit delen van divisie die zware verliezen hadden geleden.  Meestal verzamelde de hoogste officier in het gebied de verschillende eenheden en combineerde hen opnieuw tot een gevechtseenheid.  Met een beperkte groep stafofficieren regelde hij de coördinatie tussen de verschillende onderdelen.  Door de modulaire opbouw en hun training hadden de officieren nauwelijks tijd nodig om een nieuwe eenheid te vormen.  De Kampfgruppe legde de hand op alle wapens, voertuigen en voorraden die zich in hun gebied bevonden. 
Het tijdelijke karakter van de Kampfgruppe bemoeilijkte het werk van de vijandelijke inlichtingendiensten. Het ene moment behoorde een eenheid nog tot een bepaalde divisie en op het volgende moment werd de vijand geconfronteerd met soldaten van verschillende divisies, die tot dezelfde gevechtseenheid behoorden. Het was voor de tegenstander moeilijk om de kracht van de Duitse gevechtseenheid in te schatten.

## Voorbeelden
Kampfgruppe Peiper was opgebouwd rond het 1e SS-Panzerregiment en vocht in de Slag om de Ardennen. Kampfgruppe Raus vormde de voorhoede van de 6e Pantserdivisie bij Raseiniai.